# Xenofilie
Xenofilie is een vorm van menselijk gedrag waarbij de voorkeur van iemand uitgaat naar alles wat vreemd is, het welgezind zijn jegens vreemdelingen of buitenlanders. Het woord komt van het Grieks: xenos dat vertaald wordt met 'vreemd' of 'vreemdeling' en philein dat 'houden van' betekent.
Xenofilie kan bijvoorbeeld gericht zijn op een bepaald land of een bepaalde cultuur en de taal die daar gesproken wordt. Iemand die een voorkeur heeft voor de Franse cultuur wordt een francofiel genoemd en als iemand een voorkeur heeft voor alles wat Engels is, noemt men diegene anglofiel. Als de voorkeur voor een ander land erg sterk of overdreven is, noemt men dit wel xenomanie. Vooral bekend in Nederland is het verschijnsel anglomanie of anglowaan, waarbij het Nederlands wordt doorspekt met Engelse woorden. In Vlaanderen steekt dit fenomeen de laatste jaren ook de kop op.
In rechts-conservatieve en nationalistische kringen wordt steeds vaker de term oikofobie gebruikt als synoniem voor xenofilie. Oikofobie betekent dan afkeer voor het eigene, het afvallen of ridiculiseren van de eigen cultuur en nationale identiteit. Deze visie wordt evenwel niet door iedereen gedeeld. Men noemt dit soms ook de "weg met ons"-mentaliteit.
Onder xenofilie kan ook de seksuele voorkeur voor iemand van een ander ras worden verstaan.
Het tegenovergestelde van xenofilie is xenofobie.